# IC 337
IC 337 је спирална галаксија у сазвјежђу Еридан која се налази на листи објеката дубоког неба у Индекс каталогу.
Деклинација објекта је - 6° 42' 54" а ректасцензија 3h 36m 21,3s. Привидна величина (магнитуда) објекта IC 337 износи 14,9 а фотографска магнитуда 15,5. IC 337 је још познат и под ознакама MCG -1-10-9, UGCA 80, PGC 13308.